# Botryllus niger
Botryllus niger är en sjöpungsart som först beskrevs av William Abbott Herdman 1886.  Botryllus niger ingår i släktet Botryllus och familjen Styelidae. Inga underarter finns listade.